# Haidhof (Teunz)
Haidhof ist ein Ortsteil der Gemeinde Teunz im Oberpfälzer Landkreis Schwandorf (Bayern).

## Geographische Lage
Haidhof liegt ungefähr vier Kilometer nordöstlich von Teunz am Westhang des 665 m hohen Kratzer.

## Geschichte
Zum Stichtag 23. März 1913 (Osterfest) war Haidhof Teil der Pfarrei Teunz und hatte zwei Häuser und 13 Einwohner.
Wildstein bildete 1969 zusammen mit Burkhardsberg, Gutenfürst, Haidhof, Hermannsried, Höcherlmühle, Kühried, Kühriedermühle, Ödreichersried und Zieglhäuser die Gemeinde Wildstein mit insgesamt 475 Einwohnern und 1276 ha Fläche.
Am 31. Dezember 1990 hatte Haidhof 15 Einwohner und gehörte zur Pfarrei Teunz.